# Manzanita (Oregon)
Pour les articles homonymes, voir Manzanita.
Manzanita est une municipalité américaine située dans le comté de Tillamook en Oregon.
Lors du recensement de 2010, sa population est de 598 habitants pour 1 285 foyers. La municipalité s'étend sur 0,82 mille carré (2,12 km2).
La station balnéaire de Manzanita est fondée au début du XXe siècle. Sam Reed y construit le premier hôtel, le Neahkahnie Tavern and Inn, avec vue sur l'océan et le mont Neahkahnie (en). Manzanita devient une municipalité le 15 avril 1946.
Manzanita se trouve entre le parc d'État d'Oswald West au nord et le parc d'État de Nehalem Bay au sud.